# Heino Cohrs
Heino Cohrs (* 20. Juni 1923 in der Lüneburger Heide; † 10. Oktober 2010 in Aachen) war ein deutscher Schauspieler.
Cohrs wuchs in Hamburg auf. Schon 1943, damals noch Schüler, spielte er Theater am Hamburger Schauspielhaus. 1948 holte ihn Ida Ehre an die Kammerspiele in Hamburg. Dort spielte er mit Hilde Krahl und Helmut Käutner. Danach folgte ein Engagement am Hamburger Thalia-Theater. 1958 holte Paul Mundorf, Intendant in Aachen, ihn an sein Theater.
Heino Cohrs war Ehrenmitglied des Aachener Theaters und erhielt 2003 den Kurt-Sieder-Preis für seine schauspielerische Gesamtleistung. Er stand über 50 Jahre regelmäßig auf der Bühne. In dieser Zeit spielte er in vielen Theaterstücken die Hauptrolle, zuletzt in Nathan der Weise. Er spielte aber auch König Lear und verkörperte viele andere Charaktere in seiner Laufbahn. In der Spielzeit 2009/10 gab er – allein auf der Bühne – den alten Felix Krull (nach Motiven des Romans von Thomas Mann), der im Rückblick sein Leben erzählt.